# Джорджевич, Лазар
Лазар Джорджевич (серб. Лазар Ђорђевић; 14 июля 1991, Вране, СФРЮ) — сербский футболист, защитник бахрейнского клуба «Аль-Наджма».

## Карьера
Начал карьеру в белградском клубе «Паулинац», в составе которого выступал до 2012 года. Затем уехал в соседнюю Македонию и присоединился к команде «Силекс». За весь сезон сыграл 29 матчей. Летом 2013 года перешёл в словацкий «Кошице». В основном составе дебютировал 14 сентября 2013 года в домашнем матче против ДАК 1904. Джорджевич вышел на поле на 59-й минуте матча, заменив соотечественника Ивана Остойича. Также выступал за фарм-клуб «Кошице-Б». С 2016 по 2018 годы защищал цвета команды «Подберезова».
4 июля 2018 года вернулся на родину и подписал двухлетний контракт с «Войводиной».